# Jannik Sinner
Jannik Sinner (ur. 16 sierpnia 2001 w San Candido) – włoski tenisista. Triumfator Australian Open (2024, 2025), US Open 2024 i Wimbledon 2025. Lider rankingu ATP.

## Kariera tenisowa
Zawodowy tenisista od 2018. W drabince głównej zawodów Wielkiego Szlema zadebiutował podczas US Open 2019 i odpadł w pierwszej rundzie po porażce ze Stanem Wawrinką.
Zwyciężył 17 z 22 rozegranych finałów konkursów o randze ATP Tour. Ponadto wygrał jeden turniej w grze podwójnej. W listopadzie 2019 zwyciężył w Next Generation ATP Finals, po finale z Alexem de Minaurem. W grudniu tegoż roku uhonorowany nagrodą ATP w kategorii debiutanta sezonu (ATP Newcomer of the Year). W 2024 doszedł do finału wielkoszlemowego Australian Open, w półfinale pokonując Novaka Đokovicia 6:1, 6:2 6:7(6), 6:3. W meczu mistrzowskim wygrał z Daniiłem Miedwiediewem 3:6, 3:6, 6:4, 6:4, 6:3. Tym samym stał się pierwszym w historii włoskim singlistą, który sięgnął po ten tytuł. Kolejne wielkoszlemowe zwycięstwo odniósł podczas US Open 2024, wygrywając w spotkaniu finałowym 6:3, 6:4, 7:5 z Taylorem Fritzem. 10 czerwca 2024 został liderem rankingu singlowego ATP podczas notowania, a w klasyfikacji gry podwójnej najwyżej był na 124. pozycji (27 września 2021). W lipcu 2025 zwyciężył w wielkoszlemowym Wimbledonie, pokonując w finale Carlosa Alcaraza 3:1.
W kwietniu 2025 założył Fundację Jannika Sinnera, aby wspierać szkolenie sportowe dzieci i młodzieży.

### Historia występów wielkoszlemowych w grze pojedynczej
Legenda
     W, wygrany turniej
     F, przegrana w finale
     SF, przegrana w półfinale
     QF, przegrana w ćwierćfinale
     xR, przegrana w x rundzie
     Qx, przegrana w x rundzie kwalifikacji
     A, brak startu
     NH, turniej nie odbył się
| Turniej         | 2019 | 2020 | 2021 | 2022 | 2023 | 2024 | 2025 | Tytuły | Z–P     |
| --------------- | ---- | ---- | ---- | ---- | ---- | ---- | ---- | ------ | ------- |
| Australian Open | A    | 2R   | 1R   | QF   | 4R   | W    | W    | 2 / 6  | 22 – 4  |
| French Open     | A    | QF   | 4R   | 4R   | 2R   | SF   | F    | 0 / 6  | 22 – 6  |
| Wimbledon       | Q1   | NH   | 1R   | QF   | SF   | QF   | W    | 1 / 5  | 20 – 4  |
| US Open         | 1R   | 1R   | 4R   | QF   | 4R   | W    |      | 1 / 6  | 17 – 5  |
|                 |      |      |      |      |      |      |      |        |         |
| Bilans spotkań  | 0–1  | 5–3  | 6–4  | 15–4 | 12–4 | 23–2 | 20-1 | 4 / 23 | 81 – 19 |

### Finały w turniejach ATP Tour
| Legenda                                      |
| -------------------------------------------- |
| Wielki Szlem                                 |
| Igrzyska olimpijskie                         |
| Tennis Masters Cup / ATP Finals              |
| ATP Masters Series / ATP Tour Masters 1000   |
| ATP International Series Gold / ATP Tour 500 |
| ATP International Series / ATP Tour 250      |

#### Gra pojedyncza (20–6)
| Końcowy wynik | Nr  | Data                 | Turniej                    | Nawierzchnia  | Przeciwnik         | Wynik finału                     |
| ------------- | --- | -------------------- | -------------------------- | ------------- | ------------------ | -------------------------------- |
| Zwycięzca     | 1.  | 14 listopada 2020    | Sofia                      | Twarda (hala) | Vasek Pospisil     | 6:4, 3:6, 7:6(3)                 |
| Zwycięzca     | 2.  | 7 lutego 2021        | Melbourne                  | Twarda        | Stefano Travaglia  | 7:6(4), 6:4                      |
| Finalista     | 1.  | 4 kwietnia 2021      | Miami                      | Twarda        | Hubert Hurkacz     | 6:7(4), 4:6                      |
| Zwycięzca     | 3.  | 8 sierpnia 2021      | Waszyngton                 | Twarda        | Mackenzie McDonald | 7:5, 4:6, 7:5                    |
| Zwycięzca     | 4.  | 3 października 2021  | Sofia                      | Twarda (hala) | Gaël Monfils       | 6:3, 6:4                         |
| Zwycięzca     | 5.  | 24 października 2021 | Antwerpia                  | Twarda (hala) | Diego Schwartzman  | 6:2, 6:2                         |
| Zwycięzca     | 6.  | 31 lipca 2022        | Umag                       | Ceglana       | Carlos Alcaraz     | 6:7(5), 6:1, 6:1                 |
| Zwycięzca     | 7.  | 12 lutego 2023       | Montpellier                | Twarda (hala) | Maxime Cressy      | 7:6(3), 6:3                      |
| Finalista     | 2.  | 19 lutego 2023       | Rotterdam                  | Twarda (hala) | Daniił Miedwiediew | 7:5, 2:6, 2:6                    |
| Finalista     | 3.  | 2 kwietnia 2023      | Miami                      | Twarda        | Daniił Miedwiediew | 5:7, 3:6                         |
| Zwycięzca     | 8.  | 13 sierpnia 2023     | Toronto                    | Twarda        | Alex de Minaur     | 6:4, 6:1                         |
| Zwycięzca     | 9.  | 4 października 2023  | Pekin                      | Twarda        | Daniił Miedwiediew | 7:6(2), 7:6(2)                   |
| Zwycięzca     | 10. | 29 października 2023 | Wiedeń                     | Twarda (hala) | Daniił Miedwiediew | 7:6(7), 4:6, 6:3                 |
| Finalista     | 4.  | 19 listopada 2023    | Turyn                      | Twarda (hala) | Novak Đoković      | 3:6, 3:6                         |
| Zwycięzca     | 11. | 28 stycznia 2024     | Australian Open, Melbourne | Twarda        | Daniił Miedwiediew | 3:6, 3:6, 6:4, 6:4, 6:3          |
| Zwycięzca     | 12. | 18 lutego 2024       | Rotterdam                  | Twarda (hala) | Alex de Minaur     | 7:5, 6:4                         |
| Zwycięzca     | 13. | 31 marca 2024        | Miami                      | Twarda        | Grigor Dimitrow    | 6:3, 6:1                         |
| Zwycięzca     | 14. | 23 czerwca 2024      | Halle                      | Trawiasta     | Hubert Hurkacz     | 7:6(8), 7:6(2)                   |
| Zwycięzca     | 15. | 19 sierpnia 2024     | Cincinnati                 | Twarda        | Frances Tiafoe     | 7:6(4), 6:2                      |
| Zwycięzca     | 16. | 8 września 2024      | US Open, Nowy Jork         | Twarda        | Taylor Fritz       | 6:3, 6:4, 7:5                    |
| Finalista     | 5.  | 2 października 2024  | Pekin                      | Twarda        | Carlos Alcaraz     | 7:6(6), 4:6, 6:7(3)              |
| Zwycięzca     | 17. | 13 października 2024 | Szanghaj                   | Twarda        | Novak Đoković      | 7:6(4), 6:3                      |
| Zwycięzca     | 18. | 17 listopada 2024    | Turyn                      | Twarda (hala) | Taylor Fritz       | 6:4, 6:4                         |
| Zwycięzca     | 19. | 26 stycznia 2025     | Australian Open, Melbourne | Twarda        | Alexander Zverev   | 6:3, 7:6(4), 6:3                 |
| Finalista     | 6.  | 18 maja 2025         | Rzym                       | Ceglana       | Carlos Alcaraz     | 6:7(5), 1:6                      |
| Finalista     | 7.  | 8 czerwca 2025       | French Open, Paryż         | Ceglana       | Carlos Alcaraz     | 6:4, 7:6(4), 4:6, 6:7(3), 6:7(2) |
| Zwycięzca     | 20. | 13 lipca 2025        | Wimbledon, Londyn          | Trawiasta     | Carlos Alcaraz     | 4:6, 6:4, 6:4, 6:4               |

#### Gra podwójna (1–0)
| Końcowy wynik | Nr | Data            | Turniej | Nawierzchnia | Partner       | Przeciwnicy                   | Wynik finału      |
| ------------- | -- | --------------- | ------- | ------------ | ------------- | ----------------------------- | ----------------- |
| Zwycięzca     | 1. | 1 sierpnia 2021 | Atlanta | Twarda       | Reilly Opelka | Steve Johnson Jordan Thompson | 6:4, 6:7(6), 10–3 |

## Życie prywatne
Sinner dorastał w niemieckojęzycznej rodzinie w Sexten w Południowym Tyrolu we Włoszech.
27 maja 2024 potwierdził, że jest w związku z rosyjską tenisistką, Anną Kalinską. W maju 2025 podczas konferencji prasowej potwierdził ich rozstanie.